# Senoculus wiedenmeyeri
Senoculus wiedenmeyeri är en spindelart som beskrevs av Schenkel 1953. Senoculus wiedenmeyeri ingår i släktet Senoculus och familjen Senoculidae.
Artens utbredningsområde är Venezuela. Inga underarter finns listade i Catalogue of Life.